# Jaime Pérez de Aragón
Jaime Pérez de Aragón (1258-1308), almirante de la Armada Real del señor rey de Aragón y I señor de Segorbe, hijo ilegítimo de Pedro III de Aragón y de su amante María Nicolau.
Su única hija, Constanza Pérez de Aragón, II señora de Segorbe, fruto de su matrimonio con Sancha Fernández Díaz, casó con  Artal III de Luna.

## Ascendencia
Hijo ilegítimo de Pedro III de Aragón y de una dama de la corte llamada María Nicolau, antes del matrimonio del rey con Constanza II de Sicilia. Era hermano de Juan y de Beatriz Pérez de Aragón.

## Matrimonio y descendencia
Contrajo matrimonio el 21 de noviembre de 1279 con Sancha Fernández Díaz, hija de Rodrigo Díaz, señor de Benaguasil y Almonacid. de la que nació Constanza Pérez de Aragón que se casó con Artal de Luna y Urrea.

## Señorío de Segorbe
Su padre el rey Pedro III de Aragón, con motivo de su boda el 21 de noviembre de 1279 el señorío de Segorbe, concediéndole en feudo a su hijo, pero reteniendo el dominio directo; de tal forma que si moría sin sucesión, volvería a la Corona. Durante esta época, Segorbe fue repoblado bajo fueros catalanes que fueron abandonados en 1283.

## Almirante de la flota
Con fecha 21 de agosto de 1280 existe un documento donde el rey Pedro III de Aragón habla de sus hijos y donde ya Jaime ostentaba el rango de Almirante.

## Alcaide de Tremissèn
Según el acuerdo entre Pedro III y Abu-Saïd Uthman I de Tremissèn, la Corona de Aragón tenía permiso para establecer una compañía de armas, un alcaide y un «musrif» para vigilar sus actividades comerciales. En fecha indeterminada, Jaime Pérez fue enviado por su padre como alcaide de Tremissèn al frente de la compañía de armas allí establecida. Su padre el rey Pedro III moriría el 1285 y durante el reinado de Alfonso III de Aragón continuará como alcaide de Tremissèn.

## Campaña de Murcia
En 1291 comienza el reinado de Jaime II de Aragón, su hermanastro. Participará en la campaña de Murcia (1296), donde el rey Jaime II le haría nombrar procurador y gobernador real.